# Berdîhiv, Iavoriv
Berdîhiv (în ucraineană Бердихів) este localitatea de reședință a comunei Berdîhiv din raionul Iavoriv, regiunea Liov, Ucraina.

## Demografie
Componența lingvistică a localității Berdîhiv
     Ucraineană (99,85%)
     Alte limbi (0,15%)
Conform recensământului din 2001, majoritatea populației localității Berdîhiv era vorbitoare de ucraineană (99,85%), existând în minoritate și vorbitori de alte limbi.